# Cynthia Gustava
| 35403 Latimer    | 22 dicembre 1997 |
| 58671 Diplodocus | 25 dicembre 1997 |

Cynthia Gustava (...) è un'astronoma statunitense.
Entrata nel 1996 nel Fort Bend Astronomy Club di Stafford in Texas, ne divenne presidente tra il 2000 e il 2001. Successivamente passò a coordinare i volontari del George Observatory al Museo di Scienze Naturali di Houston.
Il Minor Planet Center le accredita la scoperta di tre asteroidi, effettuate tra il 1997 e il 2000, tutte in collaborazione con altri astronomi: Joseph A. Dellinger e Keith Rivich.